# Liste de peintures de Franz Xaver Winterhalter

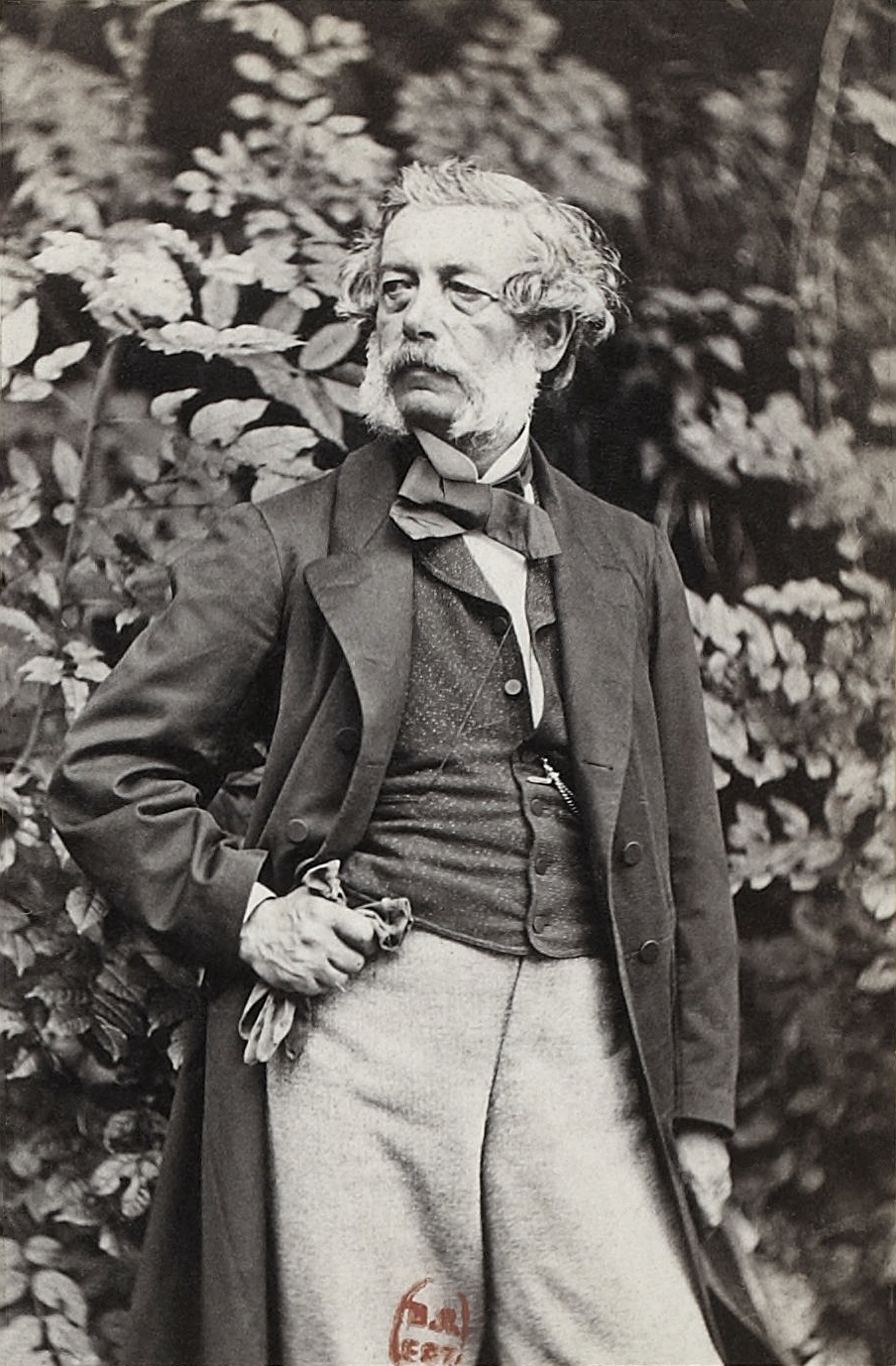
Franz Xaver Winterhalter (1805-1873).

Cet article est une liste de peintures de Franz Xaver Winterhalter. Winterhalter est un artiste allemand célèbre au XIXe siècle pour ses portraits de la royauté européenne. Ses œuvres font partie des collections des plus grands musées d'Europe et des États-Unis. Ses peintures véhiculent une atmosphère d'intimité, révélant une compréhension de l'esprit de la noblesse de l'époque, de son hédonisme, de son luxe et aussi de sa joie.

## Liste

### 1830-1839
| Image | Titre                                                                                          | Date      | Dimensions       | Lieu de conservation                       |  |
| ----- | ---------------------------------------------------------------------------------------------- | --------- | ---------------- | ------------------------------------------ |  |
|       | Karl Joseph Berckmüller                                                                        | 1830      |                  | Musée de Picardie                          |  |
|       | Portrait de Karl Spindler                                                                      | 1830      | 70 × 58 cm       |                                            |  |
|       | Sophie de Suède, grande-duchesse de Bade                                                       | 1830      |                  | Musée national de Bade                     |  |
|       | Léopold Ier de Bade                                                                            | 1831      |                  | Musée national de Bade                     |  |
|       | Sophie de Suède, grande-duchesse de Bade                                                       | 1831      | 39,1 × 28,5 cm   | Cleveland Museum of Art                    |  |
|       | Sophie de Suède, grande-duchesse de Bade                                                       | 1831      |                  |                                            |  |
|       | Élisabeth-Alexandrine de Wurtemberg, princesse de Bade                                         | 1832      |                  |                                            |  |
|       | Jeune Fille des monts Sabins                                                                   | 1832-1836 | 74,5 × 63 cm     | Musée des beaux-arts de Montréal           |  |
|       | Scène de genre romaine                                                                         | 1833      |                  | Collection particulière                    |  |
|       | Jeune Italienne au puits                                                                       | 1833-1834 |                  |                                            |  |
|       | Etude d'une Italienne                                                                          | 1834      |                  |                                            |  |
|       | Le comte Ludwig von Langestein                                                                 | 1834      |                  |                                            |  |
|       | Portrait de David von Eichthal                                                                 | 1834      |                  | Musée des Augustins de Fribourg-en-Brisgau |  |
|       | Italienne avec un enfant                                                                       | 1836      | 80 × 54,6 cm     | Collection particulière                    |  |
|       | Il Dolce Far Niente                                                                            | 1836      | 116,8 × 148,6 cm | Collection particulière                    |  |
|       | Le Décameron                                                                                   | 1837      | 190.5 × 254 cm   | Musée Liechtenstein                        |  |
|       | Le comte Jenison-Walworth                                                                      | 1837      | 131 × 98 cm      | Neue Pinakothek                            |  |
|       | Portrait du Prince de Wagram et de sa fille Malcy Louise Caroline Frédérique                   | 1837      | 186 × 138 cm     | Château de Grosbois                        |  |
|       | Anne Berthier de Wagram, comtesse de Plaisance                                                 | 1838      | 73,5 × 60 cm     | Collection particulière                    |  |
|       | Portrait de Madame Akermann                                                                    | 1838      |                  |                                            |  |
|       | La reine Louise d'Orléans avec son fils le prince Léopold, duc de Brabant.                     | 1838      | 123,2 × 104,1 cm | Royal Collection                           |  |
|       | Portrait de Marie d'Orléans, duchesse de Wurtemberg avec son fils Philippe                     | 1838      |                  |                                            |  |
|       | Portrait d’Hélène de Mecklembourg-Schwerin, duchesse d’Orléans avec son fils le comte de Paris | 1839      | 215 × 140 cm     | Château de Versailles                      |  |
|       | Louis d'Orléans, duc de Nemours                                                                | 1839      |                  |                                            |  |
|       | Louis-Philippe Ier, roi des Français et la Charte de 1830                                      | 1839      | 260 × 190 cm     | Château de Versailles                      |  |

### 1840-1849
| Image | Titre | Date      | Dimensions       | Lieu de conservation                                                                                          |
| ----- | --- | --------- | ---------------- | --- |
|       | Autoportrait avec son frère                                                                                       | 1840      |                  | Staatliche Kunsthalle, Karlsruhe                                                                              |
|       | Portrait de la princesse Victoria Boncompagni Ludovisi                                                            | 1840      |                  | |
|       | Portrait du roi des Belges Léopold Ier                                                                            | 1840      | 86 x 66 cm       | Collection royale de Belgique, Château de Laeken                                                              |
|       | Portrait du roi des Belges Léopold Ier                                                                            | 1840      |                  | Collection royale de Belgique                                                                                 |
|       | Louis-Philippe Ier, roi des Français                                                                              | 1840      | 245,4 x 154,4 cm | Château de Versailles et Royal Collection                                                                     |
|       | Portrait de Victoire de Saxe-Cobourg-Kohary, duchesse de Nemours                                                  | 1840      | 215 x 140 cm     | Château de Versailles                                                                                         |
|       | Le duc d'Aumale en chef de bataillon du XVIIe léger                                                               | 1840      | 92 x 74 cm       | Musée Condé                                                                                                   |
|       | La Siesta | 1841      |                  | |
|       | François-Horace, comte Sébastiani, maréchal de France                                                             | 1841      | 215 x 139 cm     | Château de Versailles                                                                                         |
|       | Le prince Albert avec sa fille aînée la princesse Victoria et le lévrier Eos                                      | 1841      |                  | English Heritage, Osborne House                                                                               |
|       | La reine d'Espagne Marie-Christine de Bourbon-Siciles                                                             | 1841      |                  | Château de Versailles                                                                                         |
|       | Louis-Philippe Ier, roi des Français                                                                              | 1841      |                  | Château de Versailles                                                                                         |
|       | Portrait de la reine des Belges Louise d'Orléans                                                                  | 1841      | 220,5 x 143 cm   | Château de Versailles                                                                                         |
|       | Charlotte de Belgique                                                                                             | 1842      | 72,4 x 58,4 cm   | Royal Collection                                                                                              |
|       | Portrait de la reine des Français Marie-Amélie de Bourbon-Siciles                                                 | 1842      | 215 x 140 cm     | Château de Versailles                                                                                         |
|       | Philippe d'Orléans, comte de Paris                                                                                | 1842      |                  | |
|       | Portrait d'Adélaïde d'Orléans                                                                                     | 1842      |                  | Château de Versailles                                                                                         |
|       | Alexandrine de Bade, princesse héritière de Saxe-Cobourg et Gotha                                                 | 1842      | 125,4 x 103,1 cm | Royal Collection, Frogmore House                                                                              |
|       | Victoria, Princesse royale                                                                                        | 1842      | 79,3 x 61,7 cm   | Royal Collection                                                                                              |
|       | Portrait du prince consort Albert de Saxe-Cobourg-Gotha                                                           | 1842      | 132,7 x 97,2 cm  | Royal Collection, palais de Buckingham                                                                        |
|       | Portrait de la reine Victoria du Royaume-Uni                                                                      | 1842      |                  | Osborne House                                                                                                 |
|       | Portrait de la reine Victoria du Royaume-Uni                                                                      | 1843      | 32,4 x 24,1 cm   | Yale University Art Gallery                                                                                   |
|       | Portrait de la reine Victoria du Royaume-Uni                                                                      | 1843      | 64,8 x 53,3 cm   | Royal Collection, palais de Kensington                                                                        |
|       | La reine Victoria en habit de dame de la Jarretière                                                               | 1843      | 273,1 x 161,6 cm | Royal Collection, château de Windsor                                                                          |
|       | Le prince Albert en habit de chevalier de la Jarretière                                                           | 1843      | 274,3 x 162,6 cm | Royal Collection, château de Windsor                                                                          |
|       | Léonille de Sayn-Wittgenstein-Sayn                                                                                | 1843      | 56 x 83,5 cm     | Getty Center                                                                                                  |
|       | Portrait posthume de Ferdinand-Philippe, duc d'Orléans                                                            | 1843      |                  | |
|       | Louis d'Orléans, duc de Nemours                                                                                   | 1843      |                  | Palais de Compiègne                                                                                           |
|       | Portrait d'Henri d’Orléans, duc d'Aumale                                                                          | 1843      | 215 x 140 cm     | Château de Versailles                                                                                         |
|       | Portrait de François d'Orléans, prince de Joinville                                                               | 1843      | 215 x 140 cm     | Château de Versailles                                                                                         |
|       | Portrait de Françoise du Brésil, princesse de Joinville                                                           | 1844      | 92 x 74 cm       | Château de Versailles                                                                                         |
|       | Antoine d’Orléans, duc de Montpensier                                                                             | 1844      | 113,5 x 79,5 cm  | Château de Versailles                                                                                         |
|       | Portrait du Prince Philippe, Comte de Flandre                                                                     | 1844      | 193 x 99 cm      | Collection royale de Belgique                                                                                 |
|       | Charlotte de Belgique                                                                                             | 1844      | 92,1 x 64, 2 cm  | Collection royale de Belgique                                                                                 |
|       | Léopold de Belgique, duc de Brabant                                                                               | 1844      |                  | Collection royale de Belgique                                                                                 |
|       | Portrait du comte Alexei Bobrinsky                                                                                | 1844      | 123 x 93 cm      | Musée de l'Ermitage                                                                                           |
|       | Arthur Wellesley, 1er duc de Wellington, avec Sir Robert Peel                                                     | 1844      | 149,7 x 98,1 cm  | Royal Collection                                                                                              |
|       | Portrait de la reine Victoria du Royaume-Uni                                                                      | 1844      | 221,9 x 125,8 cm | Royal Collection                                                                                              |
|       | La reine Victoria et le prince Albert reçus par la famille du roi Louis Philippe au château d'Eu                  | 1845      |                  | Château de Windsor                                                                                            |
|       | Clémentine d'Orléans, princesse de Saxe-Cobourg et Gotha-Kohary, avec ses deux fils                               | 1845      |                  | |
|       | La princesse de Liechtenstein en costume traditionnel                                                             | 1845      |                  | |
|       | Portrait d'Auguste de Saxe-Cobourg-Kohary                                                                         | 1845      | 218 x 142 cm     | Château de Versailles                                                                                         |
|       | Portrait d'Alexandre de Wurtemberg                                                                                | 1845      |                  | |
|       | Gaston d'Orléans, comte d'Eu                                                                                      | 1845      | 144,5 x 98,5 cm  | Château de Versailles                                                                                         |
|       | Portrait du roi des Belges Léopold Ier                                                                            | 1846      | 245,7 x 154,2 cm | Collection royale de Belgique, palais royal de Bruxelles                                                      |
|       | Portrait de Clémentine d'Orléans, princesse de Saxe-Cobourg et Gotha-Kohary                                       | 1846      | 206 x 137 cm     | Château de Versailles                                                                                         |
|       | Portrait de Marie-Caroline de Bourbon-Siciles, duchesse d'Aumale                                                  | 1846      | 215 x 142 cm     | Château de Versailles                                                                                         |
|       | Portrait de Françoise du Brésil, princesse de Joinville                                                           | 1846      | 218,5 x 142 cm   | Château de Versailles                                                                                         |
|       | Augusta de Saxe-Weimar-Eisenach, princesse de Prusse                                                              | 1846      | 45,8 x 35,7 cm   | |
|       | La famille de la reine Victoria                                                                                   | 1846      | 250,5 x 317,3 cm | Royal Collection, palais de Buckingham                                                                        |
|       | Albert Edouard, prince de Galles                                                                                  | 1846      | 127,3 x 88,3 cm  | Royal Collection                                                                                              |
|       | La reine Victoria avec son fils aîné le prince de Galles                                                          | 1846      |                  | Royal Collection                                                                                              |
|       | Portrait du prince consort Albert de Saxe-Cobourg-Gotha                                                           | 1846      |                  | Lady Lever Art Gallery                                                                                        |
|       | Victoire de Saxe-Cobourg-Saalfeld, duchesse de Kent                                                               | 1846      | 218,5 x 142 cm   | Château de Versailles                                                                                         |
|       | La princesse Marie-Adélaïde de Cambridge                                                                          | 1846      |                  | Royal Collection                                                                                              |
|       | Portrait de la reine Victoria du Royaume-Uni                                                                      | 1847      |                  | Royal Collection                                                                                              |
|       | Le comte Alexandre de Mensdorff-Pouilly                                                                           | 1847      |                  | Royal Collection                                                                                              |
|       | Pierre-Marie Taillepied, comte de Bondy, pair de France, préfet de la Seine, intendant général de la liste civile | vers 1846 |                  | Collection privée Copie réalisée par Irma Martin (image ci-contre) en 1847 conservée au Château de Versailles |
|       | Louise-Fernande de Bourbon, duchesse de Montpensier                                                               | 1847      | 217,5 x 141,6 cm | Château de Versailles                                                                                         |
|       | Louise-Fernande de Bourbon, duchesse de Montpensier                                                               | 1847      |                  | |
|       | Frédéric Chopin                                                                                                   | 1847      |                  | Bibliothèque nationale de France                                                                              |
|       | Julienne de Saxe-Cobourg-Saalfeld, grande-duchesse de Russie                                                      | 1848      | 114,3 x 97,8 cm  | Royal Collection                                                                                              |
|       | Léonille de Sayn-Wittgenstein-Sayn                                                                                | 1849      |                  | |
|       | Charles Jérôme Pozzo di Borgo                                                                                     | 1849      | 157 x 119 cm     | Musée Fesch                                                                                                   |
|       | Portrait de Charlotte Stuart, vicomtesse Canning                                                                  | 1849      |                  | Harewood House                                                                                                |
|       | Harriet Sutherland-Leveson-Gower, duchesse de Sutherland                                                          | 1849      |                  | Château de Dunrobin                                                                                           |
|       | La reine douairière Adélaïde de Saxe-Meiningen                                                                    | 1849      |                  | Royal Collection                                                                                              |
|       | Victoire de Saxe-Cobourg-Saalfeld, duchesse de Kent                                                               | 1849      |                  | Royal Collection                                                                                              |
|       | Le prince de Galles et le prince Alfred                                                                           | 1849      |                  | Royal Collection                                                                                              |
|       | Le prince de Galles et la princesse Helena                                                                        | 1849      |                  | Royal Collection                                                                                              |
|       | Les princesses Alice, Victoria, Louise et Helena du Royaume-Uni                                                   | 1849      |                  | Royal Collection                                                                                              |

### 1850-1859
| Image | Titre                                                                                       | Date | Dimensions         | Lieu de conservation                          |
| ----- | ------------------------------------------------------------------------------------------- | ---- | ------------------ | --------------------------------------------- |
|       | Le prince Léopold de Saxe-Cobourg et Gotha                                                  | 1850 |                    | Royal Collection                              |
|       | Le comte Pavel Shuvalov                                                                     | 1850 |                    |                                               |
|       | Portrait de Franziska von Biron, Madame von Boyen                                           | 1850 |                    | Musée historique allemand                     |
|       | Portrait de Therese Von Bethmann                                                            | 1850 |                    |                                               |
|       | La princesse Stéphanie de Hohenzollern-Sigmaringen                                          | 1850 |                    | Collection particulière                       |
|       | Portrait de Thérèse de Nassau-Weilbourg, princesse d'Oldenbourg                             | 1850 |                    |                                               |
|       | La reine Victoria avec le prince Arthur                                                     | 1850 | 59,5 x 75,1 cm     | Royal Collection                              |
|       | Le prince Arthur à sept semaines                                                            | 1850 | 53 x 63,2 cm       | Rhode Island School of Design Museum          |
|       | Le premier mai 1851                                                                         | 1851 | 107 x 730 cm       | Royal Collection                              |
|       | Portrait du prince Frédéric-Guillaume de Prusse                                             | 1851 |                    | Royal Collection                              |
|       | La princesse Louise de Prusse                                                               | 1851 |                    | Royal Collection                              |
|       | La baronne Jean-Henri Hottinguer, née Caroline Delessert                                    | 1851 | 102,5 x 80,5 cm    |                                               |
|       | La baronne Hélène Mallet, née Bartholdy                                                     | 1851 |                    | Collection particulière                       |
|       | Les cousines : la reine Victoria et Victoire de Saxe-Cobourg-Kohary, duchesse de Nemours    | 1852 | 66,7 x 50,8 cm     | Royal Collection                              |
|       | George, duc de Cambridge                                                                    | 1852 |                    | Royal Collection                              |
|       | Portrait de la reine Isabelle II d'Espagne avec sa fille Isabel de Borbón                   | 1852 |                    | Palais royal de Madrid                        |
|       | María Francisca de Sales Portocarrero y Kirkpatrick, duchesse d'Albe et comtesse de Montijo | 1852 |                    |                                               |
|       | Émilien de Nieuwerkerke                                                                     | 1852 |                    |                                               |
|       | Portrait de la princesse Victoria Gouramma                                                  | 1852 |                    | Royal Collection                              |
|       | Portrait de Luigi Lablache                                                                  | 1852 | 62,2 x 50,5 cm     | Royal Collection                              |
|       | Florinda                                                                                    | 1853 | 178,4 x 245,7 cm   | Metropolitan Museum of Art                    |
|       | Portrait d'Eliza Krasińska avec ses enfants                                                 | 1853 | 131 x 163,5 cm     | Musée national de Varsovie                    |
|       | Portrait de Cecylii Lubomirski-Zamoyskich                                                   | 1853 |                    | Musée national de Wrocław                     |
|       | Portrait de Maria Vorontsova                                                                | 1853 |                    |                                               |
|       | Portrait d'Augusta de Saxe-Weimar-Eisenach, princesse de Prusse                             | 1853 |                    |                                               |
|       | La princesse Adélaïde de Hohenlohe-Langenbourg                                              | 1853 |                    | Royal Collection                              |
|       | Portrait de Frédéric-Guillaume de Mecklenbourg-Strelitz                                     | 1853 |                    | Royal Collection                              |
|       | Portrait de l'impératrice Eugénie en tenue de cour                                          | 1853 |                    | Musée d'Orsay                                 |
|       | L'impératrice Eugénie à la Marie-Antoinette                                                 | 1854 | 92,7 x 73,7 cm     | Metropolitan Museum of Art                    |
|       | Portrait de l'impératrice Eugénie                                                           | 1854 | 130,8 x 96,5 cm    | Musée des Beaux-Arts de Houston               |
|       | Portrait de la duchesse d'Albe                                                              | 1854 | 130 x 95 cm        | Palais de Liria                               |
|       | Portrait de Malcy Berthier de Wagram, Princesse Murat                                       | 1854 |                    | Collection particulière                       |
|       | Portrait de Katarzyna Potocka née Branicka en costume oriental                              | 1854 | 116 x 88,5 cm      | Musée national de Varsovie                    |
|       | Portrait de Katarzyna Potocka née Branicka                                                  | 1854 |                    | Musée national de Varsovie                    |
|       | Sophie de Suède, grande-duchesse de Bade                                                    | 1854 |                    | Neues Schloss Niederbaden                     |
|       | Portrait du maharajah Dhulîp Singh                                                          | 1854 | 204 x 110 cm       | Royal Collection                              |
|       | Portrait de Louis de Portugal, duc d'Orporto                                                | 1854 | 78,7 x 61 cm       | Royal Collection                              |
|       | Portrait du roi Pierre V de Portugal                                                        | 1854 | 138,5 x 95 cm      | Royal Collection                              |
|       | Le prince Léopold du Royaume-Uni                                                            | 1855 |                    | Royal Collection                              |
|       | L'empereur Napoléon III                                                                     | 1855 | 240 x 155 cm       | Château de Versailles                         |
|       | L'Impératrice Eugénie entourée de ses dames d'honneur                                       | 1855 | 300 × 420 cm       | Palais de Compiègne                           |
|       | Portrait de la princesse Théodora de Hohenlohe-Langenbourg                                  | 1855 |                    | Royal Collection                              |
|       | Portrait d'Amélie de Saxe-Cobourg-Gotha                                                     | 1855 | 35 × 31 cm         | Collection particulière                       |
|       | Portrait d'Anna Dollfus, baronne de Bourgoing                                               | 1855 |                    |                                               |
|       | Portrait de Louisa Hargreaves                                                               | 1855 |                    | Musée d'Art de l'université de Princeton      |
|       | Lady Clementina Child-Villiers                                                              | 1856 |                    | Collection des comtes de Jersey               |
|       | Portrait de Róża Potocka                                                                    | 1856 | 46 × 38 cm         | Musée national de Varsovie                    |
|       | Olga Nikolaïevna de Russie, princesse de Wurtemberg                                         | 1856 |                    | Landesmuseum Württemberg                      |
|       | Portrait de l'impératrice de Russie Charlotte de Prusse                                     | 1856 | 109 × 80 cm        | Musée de l'Ermitage                           |
|       | La princesse Louise de Prusse, grande-duchesse de Bade                                      | 1856 | 126,5 × 94 cm      | Musée des Beaux-Arts Pouchkine                |
|       | Portrait de la reine Victoria du Royaume-Uni                                                | 1856 | 88,6 × 72,2 cm     | Royal Collection                              |
|       | Victoire de Saxe-Cobourg-Saalfeld, duchesse de Kent                                         | 1857 |                    | Royal Collection                              |
|       | Victoria, Princesse royale                                                                  | 1857 | 118,1 × 87,6 cm    | Royal Collection, palais de Buckingham        |
|       | Portrait du prince Frédéric-Guillaume de Prusse                                             | 1857 |                    |                                               |
|       | La grande-duchesse Marie Nikolaïevna de Russie, duchesse de Leuchtenberg                    | 1857 | 129 x 97 cm        | Musée de l'Ermitage                           |
|       | Portrait de l'impératrice de Russie Marie de Hesse-Darmstadt                                | 1857 | 120 x 95 cm        | Musée de l'Ermitage                           |
|       | Portrait de la comtesse Varvara Musina-Pushkina                                             | 1857 | 147 x 112 cm       | Musée de l'Ermitage                           |
|       | Portrait de la comtesse Sophia Bobrinskaya                                                  | 1857 | 129 x 97 cm        | Musée de l'Ermitage                           |
|       | Portrait d'Eliza Franciszka Krasińska née Branicka                                          | 1857 | 146 x 107,3 cm     | Palais royal de Varsovie                      |
|       | Portrait de la comtesse Lise Przezdziecka                                                   | 1857 | 87 x 70 cm         | Palais de Compiègne                           |
|       | Maria Klementyna Potocka                                                                    | 1857 |                    |                                               |
|       | Portrait de Lydia Schabelsky, baronne Staël-Holstein                                        | 1857 | 143,19 x 109,22 cm | Musée des Beaux-Arts de Virginie              |
|       | L'impératrice Eugénie avec son fils Louis Napoléon, le Prince impérial, sur ses genoux      | 1857 |                    |                                               |
|       | Eugénie de Montijo, impératrice des Français                                                | 1857 | 109 x 138 cm       | Hillwood Museum                               |
|       | Mélanie de Bussière, comtesse de Pourtalès                                                  | 1857 | 97,0 x 72,0 cm     | Collection particulière                       |
|       | Portrait de Clara Emilia MacDonell, dame du palais de l'impératrice Eugénie                 | 1857 |                    |                                               |
|       | Édouard André                                                                               | 1857 | 147 × 112 cm       | Musée Jacquemart-André                        |
|       | Portrait de la princesse Tatyana Alexandrovna Yusupova                                      | 1858 | 97,0 x 72,0 cm     | Musée de l'Ermitage                           |
|       | La comtesse Olga Shuvalova                                                                  | 1858 | 130 x 97 cm        | Musée de l'Ermitage                           |
|       | Portrait de la princesse Elizaveta Alexandrovna Tchernicheva                                | 1858 |                    |                                               |
|       | Portrait de Sophia Petrovna Narishkina                                                      | 1858 | 150 x 114 cm       | Musée de l'Ermitage                           |
|       | Portrait de Zénaïde Youssoupov                                                              | 1858 |                    |                                               |
|       | Portrait de Madame Barbe de Rimsky-Korsakov                                                 | 1858 |                    | Galerie Penza Savitsky                        |
|       | Anne de Prusse, princesse héritière de Hesse-Cassel-Rumpenheim                              | 1858 |                    | Kurhessische Haustifung                       |
|       | La reine Victoria dans sa tenue de couronnement                                             | 1859 | 241,9 × 157,5 cm   | Royal Collection, palais de Buckingham        |
|       | Portrait du prince consort Albert de Saxe-Cobourg-Gotha                                     | 1859 | 241,9 × 158,1 cm   | Royal Collection et National Portrait Gallery |
|       | La princesse Alice du Royaume-Uni en tenue de cour                                          | 1859 | 50,8 × 40,7 cm     | Royal Collection                              |
|       | La princesse Béatrice du Royaume-Uni                                                        | 1859 | 51,1 × 41 cm       | Royal Collection                              |
|       | Louisa von Alten, duchesse de Manchester                                                    | 1859 |                    | Royal Collection                              |
|       | La comtesse Maria Ivanovna Beck                                                             | 1859 | 145,4 × 114,9 cm   | Metropolitan Museum of Art                    |
|       | La princesse Elizaveta Esperovna Troubetzkaya                                               | 1859 |                    |                                               |
|       | Portrait de la princesse Elizaveta Alexandrovna Baryatinskaya                               | 1859 |                    | Musée des Beaux-Arts Pouchkine                |

### 1860-1869
| Image | Titre                                                                                                  | Date | Dimensions          | Lieu de conservation                              |
| ----- | --- | ---- | ------------------- | ------------------------------------------------- |
|       | Pauline von Metternich                                                                                 | 1860 |                     | Collection particulière                           |
|       | La grande-duchesse de Russie Alexandra de Saxe-Altenbourg                                              | 1860 |                     |                                                   |
|       | Wiencyzyslawa Barczewska, Madame de Jurjewicz                                                          | 1860 | 156,1 × 124 cm      | Musée des Beaux-Arts de Boston                    |
|       | La princesse Kotschoubey                                                                               | 1860 | 129,5 × 97 cm       | Walters Art Museum                                |
|       | Elizabeth Suvorova                                                                                     | 1860 |                     |                                                   |
|       | Le comte Paul Andreievich Shouvaloff                                                                   | 1860 |                     |                                                   |
|       | La comtesse Olga Shuvalova                                                                             | 1860 | 92,5 x 73 cm        | Collection particulière                           |
|       | La princesse Ourosoff                                                                                  | 1860 |                     |                                                   |
|       | La reine des Deux-Siciles Marie-Sophie de Bavière                                                      | 1860 |                     | Minneapolis Institute of Art                      |
|       | Portrait d'Augusta de Saxe-Weimar-Eisenach, impératrice d'Allemagne et reine de Prusse                 | 1861 |                     |                                                   |
|       | Portrait de l'impératrice Eugénie                                                                      | 1861 |                     | Château d'Arenenberg                              |
|       | Victoire de Saxe-Cobourg-Saalfeld, duchesse de Kent                                                    | 1861 | 91,5 × 71,1 cm      | Royal Collection                                  |
|       | Portrait de la princesse Alice du Royaume-Uni                                                          | 1861 | 118,7 × 88,9 cm     | Royal Collection, palais de Buckingham            |
|       | Le prince Louis de Hesse                                                                               | 1861 |                     | Royal Collection                                  |
|       | La famille du prince héritier Frédéric-Guillaume de Prusse et de son épouse Victoria du Royaume-Uni    | 1862 | 249 × 180,3 cm      | Royal Collection                                  |
|       | L'impératrice Eugénie en robe de cour                                                                  | 1862 | 229 × 146 cm        | Palais de Liria                                   |
|       | Etude de profil                                                                                        | 1862 |                     |                                                   |
|       | Portrait de la grande-duchesse de Russie Charlotte de Wurtemberg                                       | 1862 | 123 × 89,5 cm       | Musée de l'Ermitage                               |
|       | Portrait de Jadwiga Branicka née Potocka                                                               | 1862 | 71 × 57 cm          | Musée national de Varsovie                        |
|       | Portrait de Jadwiga Branicka née Potocka                                                               | 1862 | 79 × 63 cm          | Musée du palais de Jean III à Wilanów             |
|       | Portrait de Sophie de Wurtemberg, reine des Pays-Bas                                                   | 1863 |                     | Collection royale des Pays-Bas                    |
|       | Adelina Patti                                                                                          | 1863 |                     |                                                   |
|       | William Douglas-Hamilton, 12e duc d'Hamilton, 9e duc de Brandon                                        | 1863 |                     | National Trust for Scotland, château de Brodick   |
|       | Portrait de Julia Louise Bosville, Lady Middleton                                                      | 1863 |                     | Collection particulière                           |
|       | La princesse Olympiada Vladimirovna Bariatinskaia née Sablukova                                        | 1863 | 118,7 cm x 82 cm    | Musée d'Art d'Estonie                             |
|       | Carolina Johanna von Stackelbergiattribué à Winterhalter.                                              | 1863 |                     | Musée d'Art d'Estonie                             |
|       | La comtesse Orlov-Denisov                                                                              | 1863 |                     | Metropolitan Museum of Art                        |
|       | Sophie Troubetskoï, duchesse de Morny                                                                  | 1863 | 94 cm x 73 cm       | Palais de Compiègne                               |
|       | Portrait du Prince impérial                                                                            | 1864 |                     | Collection des Ducs d'Albe                        |
|       | Portrait de l'impératrice Eugénie                                                                      | 1864 |                     | Palais de Compiègne                               |
|       | Portrait de la princesse Sophia Radziwill                                                              | 1864 | 126 cm x 94 cm      | Musée de l'Ermitage                               |
|       | Madame Rimsky-Korsakov                                                                                 | 1864 | 117 cm x 90 cm      | Musée d'Orsay                                     |
|       | Albert Edouard, prince de Galles                                                                       | 1864 | 161,8 cm x 114,1 cm | Royal Collection                                  |
|       | Alexandra de Danemark, princesse de Galles                                                             | 1864 | 162,6 cm x 114 cm   | Royal Collection                                  |
|       | Portrait de Maximilien Ier du Mexique                                                                  | 1864 |                     | Hearst Castle                                     |
|       | Portrait de Charlotte de Belgique, impératrice du Mexique                                              | 1864 |                     | Hearst Castle                                     |
|       | Portrait de l'impératrice d'Autriche Élisabeth de Wittelsbach                                          | 1864 |                     | Hofburg                                           |
|       | Portrait de l'impératrice d'Autriche Élisabeth de Wittelsbach en tenue de cour aux étoiles de diamants | 1865 |                     | Hofburg                                           |
|       | Portrait de l'impératrice d'Autriche Élisabeth de Wittelsbach                                          | 1865 | 158 cm x 117 cm     | Musée d'Histoire de l'art de Vienne               |
|       | François-Joseph Ier d'Autriche en uniforme de maréchal                                                 | 1865 |                     | Hofburg                                           |
|       | Portrait de Maximilien Ier du Mexique                                                                  | 1865 |                     | Musée national d'histoire, château de Chapultepec |
|       | Portrait de la reine des Belges Marie-Henriette de Habsbourg-Lorraine                                  | 1865 | 157 cm x 106 cm     | Collection royale de Belgique, Château de Laeken  |
|       | Olga Nikolaïevna de Russie, reine de Wurtemberg                                                        | 1865 | 242 cm x 149 cm     | Landesmuseum Württemberg                          |
|       | Portrait de la comtesse Marie Branicka de Bialacerkiew née Sapieha                                     | 1865 | 116 cm x 89,7 cm    | Philadelphia Museum of Art                        |
|       | Portrait de la princesse Catherine Dadiani                                                             | 1865 |                     | Palais Dadiani                                    |
|       | Le prince Alfred du Royaume-Uni                                                                        | 1865 | 74,4 cm x 61,4 cm   | Royal Collection, palais de Buckingham            |
|       | La princesse Helena du Royaume-Uni                                                                     | 1865 |                     | Royal Collection                                  |
|       | Portrait du prince Christian de Schleswig-Holstein                                                     | 1866 |                     | Royal Collection                                  |
|       | La princesse royale Victoria, princesse héritière de Prusse                                            | 1867 | 80,8 cm x 64,6 cm   | Royal Collection, palais de Buckingham            |
|       | Le prince héritier Frédéric-Guillaume de Prusse                                                        | 1867 | 80,6 cm x 65 cm     | Royal Collection                                  |
|       | Mlle d'Eichthal                                                                                        | 1867 |                     |                                                   |
|       | Portrait de la tsarevna Dagmar de Danemark et de sa sœur Alexandra, princesse de Galles                | 1868 |                     | Collection particulière                           |
|       | Autoportrait                                                                                           | 1868 |                     |                                                   |
|       | Aleksandra Ivanovna Pashkova                                                                           | 1869 |                     |                                                   |
|       | Olga Nikolaïevna de Russie, reine de Wurtemberg                                                        | 1869 |                     | Musée des Beaux-Arts Pouchkine                    |

### 1870-1873
| Image | Titre                                                                | Date | Dimensions      | Lieu de conservation                  |
| ----- | -------------------------------------------------------------------- | ---- | --------------- | ------------------------------------- |
|       | Portrait équestre de François Adolphe Akermann                       | 1870 |                 |                                       |
|       | Portrait de Zofia Zamoyska née Potocka                               | 1870 | 82 cm x 65,4 cm | Musée national de Varsovie            |
|       | Théodora de Leiningen, princesse douairière de Hohenlohe-Langenbourg | 1872 |                 | Royal Collection                      |
|       | La grande-duchesse Maria Alexandrovna de Russie                      | 1872 |                 | Collection d'Alexandre de Yougoslavie |
|       | Portrait d'une femme                                                 | 1872 |                 |                                       |